# Hormonotus modestus
Genre
Espèce
Synonymes
- Lamprophis modestus Duméril, Bibron & Duméril, 1854
- Hormonotus audax Hallowell, 1857
- Heterolepis glaber Jan, 1862
- Boodon vossii Fischer, 1888

Hormonotus modestus, unique représentant du genre Hormonotus, est une espèce de serpents de la famille des Lamprophiidae.

## Répartition
Cette espèce se rencontre :
- en Guinée ;
- en Côte d'Ivoire ;
- au Ghana ;
- au Togo ;
- au Bénin ;
- au Nigeria ;
- au Cameroun ;
- au Gabon ;
- en Guinée équatoriale ;
- en République centrafricaine ;
- en République démocratique du Congo ;
- en République du Congo ;
- en Ouganda ;
- en Angola.

## Publications originales
- Duméril, Bibron & Duméril, 1854 : Erpétologie générale ou histoire naturelle complète des reptiles. Tome septième. Première partie, p. 1-780 (texte intégral).
- Hallowell, 1857 : Notes of a collection of reptiles from the Gaboon country, West Africa, recently presented to the Academy of Natural Sciences of Philadelphia, by Dr. Herny A. Ford. Proceedings of the Academy of Natural Sciences of Philadelphia, vol. 9, p. 48-72 (texte intégral).